# Karaops toolbrunup
Karaops toolbrunup là một loài nhện trong họ Selenopidae. Loài này phân bố ở Úc.
Loài này thuộc chi Karaops. Karaops toolbrunup được Sarah C. Crews & Harvey miêu tả năm 2011.